# Lluís Cortés
Lluís Cortés (Lleida, 1986. augusztus 10. –) spanyol labdarúgóedző, jelenleg az ukrán női labdarúgó-válogatott edzője.

## Pályafutása

### Játékosként
Cortés a 2004–2005-ös szezonban két spanyol másodosztályú mérkőzésen lépett pályára az UE Lleida csapatában.

### Edzőként
2017 és 2019 között az FC Barcelona női csapatának másodedzőjeként dolgozott. 2019 január 8-án nevezték ki Fran Sánchez helyett a női csapat vezetőedzőjének. A Barcelona vezetőedzőjeként Cortés két-két spanyol bajnoki címet és kupagyőzelmet szerzett, valamint két UEFA Női Bajnokok Ligája-döntőben is szerepelt a csapattal; 2019-ben az Olympique Lyonnais ugyan győzött ellenük a budapesti döntőben, 2021-ben azonban már a csúcsra értek, a Chelsea legyőzésével. Sikerei ellenére 2021 nyarán Cortés lemondott vezetőedzői pozíciójáról. 2021 novembere óta az ukrán női labdarúgó-válogatott vezetőedzője.

## Sikerei, díjai

### Edzőként
Spanyol bajnok (2):
- Barcelona (2): 2019–2020, 2020–2021

 Spanyol kupagyőztes (2): 
- Barcelona (2): 2020, 2021

 Spanyol szuperkupa-győztes (1):
- Barcelona (1): 2020

 Copa Catalunya győztes (1):
- Barcelona (1): 2019

 Bajnokok Ligája győztes (1)
- Barcelona (1): 2020–2021

 Bajnokok Ligája döntős (1)
- Barcelona (1): 2018–2019